# Brice Wembangomo
Brice Wembangomo (Vadsø, 1996. december 18. –) norvég válogatott labdarúgó, a Häcken hátvédje.

## Pályafutása

### Klubcsapatokban
Wembangomo a norvégiai Vadsø városában született. Az ifjúsági pályafutását a Sarpsborg FK-nál kezdte. 2013-ban az első osztályban szereplő Sarpsborg 08 akadémiájánál folytatta.
2014-ben mutatkozott be a Sarpsborg 08 felnőtt csapatában. Először a 2014. szeptember 18-ai, IK Start elleni mérkőzésen a Kristoffer Tokstad cseréjeként a 90. percben lépett pályára. A 2015-ös szezonban a Kvik Haldennél, majd a 2016-os szezonban a Fredrikstadnál szerepelt kölcsönben. 2017-ben a másodosztályú Jerv csapatához igazolt. Első gólját a 2018. május 13-ai, Strømmen elleni találkozón szerezte. A 2019-es szezon kezdete előtt a Sandefjord együtteséhez szerződött. 
2022. január 4-én a Bodø/Glimthez igazolt. Február 17-én, a Celtic elleni Konferencia Liga mérkőzésen debütált. 2025. március 19-én a svéd Häcken 2028 nyaráig szerződtette.

### A válogatottban
2023-ban debütált a norvég válogatottban. Először a 2023. június 20-ai, Ciprus 3–1-re megnyert mérkőzés 59. percében, Julian Ryersont váltva lépett pályára.

## Statisztikák
2025. február 20. szerint
| Klub                     | Szezon   | Osztály      | Bajnokság | Bajnokság | Kupa  | Kupa | Nemzetközi | Nemzetközi | Összesen | Összesen |
| Klub                     | Szezon   | Osztály      | Meccs     | Gól       | Meccs | Gól  | Meccs      | Gól        | Meccs    | Gól      |
| ------------------------ | -------- | ------------ | --------- | --------- | ----- | ---- | ---------- | ---------- | -------- | -------- |
| Sarpsborg 08             | 2014     | Tippeligaen  | 1         | 0         | 0     | 0    | —          | —          | 1        | 0        |
| Kvik Halden (kölcsönben) | 2015     | divisjon 2.  | 26        | 6         | 1     | 0    | —          | —          | 27       | 6        |
| Fredrikstad (kölcsönben) | 2016     | Adeccoligaen | 9         | 0         | 0     | 0    | —          | —          | 9        | 0        |
| Jerv                     | 2017     | Adeccoligaen | 30        | 0         | 1     | 0    | —          | —          | 31       | 0        |
| Jerv                     | 2018     | Adeccoligaen | 28        | 1         | 2     | 0    | —          | —          | 30       | 1        |
| Jerv                     | Összesen | Összesen     | 58        | 1         | 3     | 0    | 0          | 0          | 61       | 1        |
| Sandefjord               | 2019     | OBOS-ligaen  | 17        | 0         | 1     | 0    | —          | —          | 18       | 0        |
| Sandefjord               | 2020     | Eliteserien  | 18        | 0         | 0     | 0    | —          | —          | 18       | 0        |
| Sandefjord               | 2021     | Eliteserien  | 24        | 0         | 0     | 0    | —          | —          | 24       | 0        |
| Sandefjord               | Összesen | Összesen     | 59        | 0         | 1     | 0    | 0          | 0          | 60       | 0        |
| Bodø/Glimt               | 2022     | Eliteserien  | 28        | 2         | 4     | 0    | 18         | 0          | 50       | 2        |
| Bodø/Glimt               | 2023     | Eliteserien  | 22        | 1         | 4     | 0    | 12         | 0          | 38       | 1        |
| Bodø/Glimt               | 2024     | Eliteserien  | 17        | 0         | 2     | 1    | 5          | 0          | 24       | 1        |
| Bodø/Glimt               | 2025     | Eliteserien  | 0         | 0         | 0     | 0    | 3          | 1          | 3        | 1        |
| Bodø/Glimt               | Összesen | Összesen     | 67        | 3         | 13    | 1    | 38         | 1          | 118      | 5        |
| Összesen                 | Összesen | Összesen     | 219       | 10        | 24    | 1    | 38         | 1          | 282      | 12       |

### A válogatottban
| Válogatott | Év       | Pályára lépés | Gól |
| ---------- | -------- | ------------- | --- |
| Norvégia   | 2023     | 1             | 0   |
| Összesen   | Összesen | 1             | 0   |

## Sikerei, díjai
Bodø/Glimt
- Eliteserien
  - Aranyérmes (2): 2023, 2024
  - Ezüstérmes (1): 2022